# Eftimie cel Mare
Eftimie cel Mare (în greacă Ευθύμιος n. 377 d.Hr., Malatya, Provincia Malatya, Turcia – d. 20 ianuarie 473 d.Hr., Ierusalim, Imperiul Roman de Răsărit) a fost un stareț creștin din Palestina.

## Viața

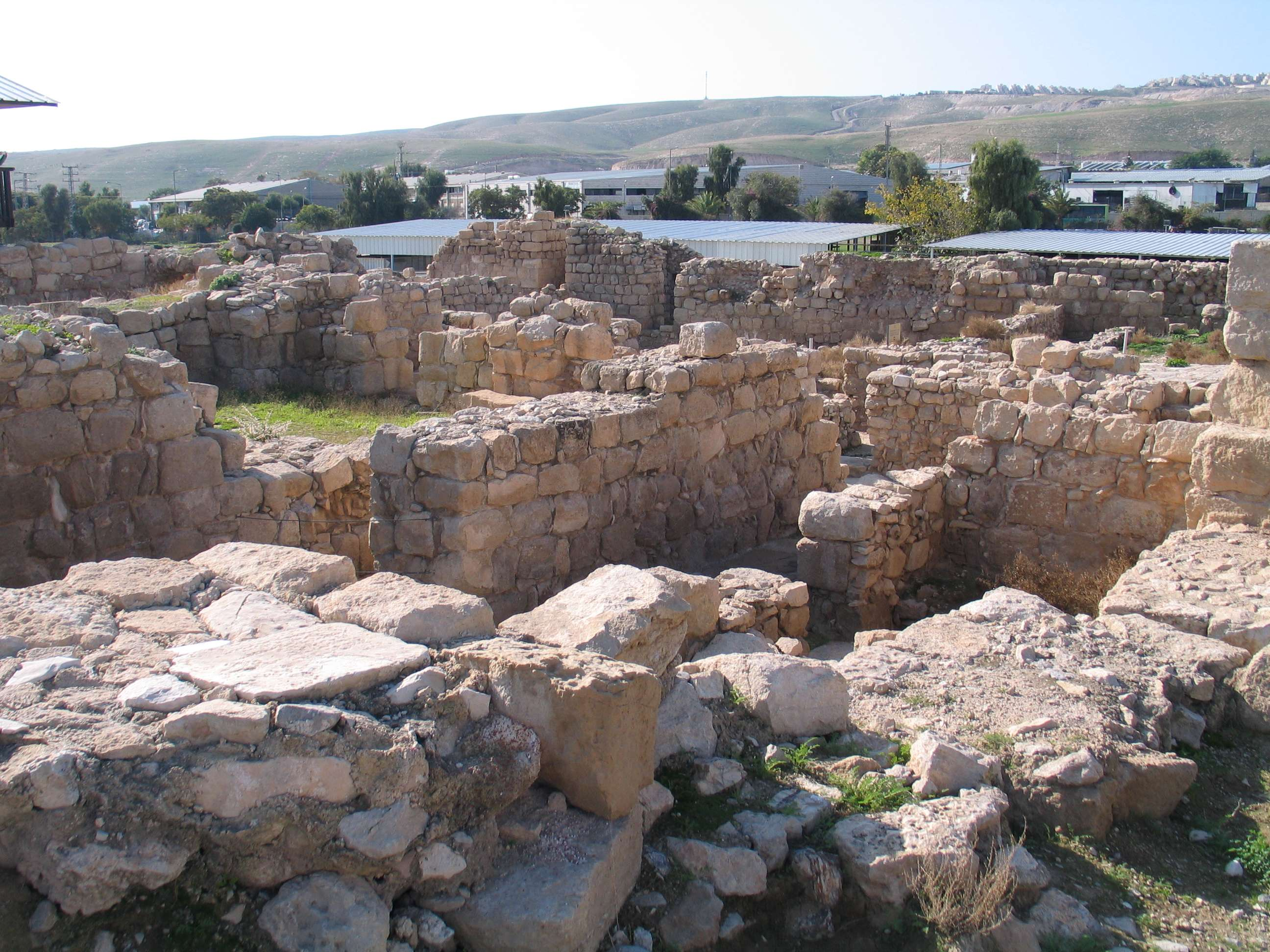
Mănăstirea Sfântului Eftimie

Eftimie s-a născut la Melitene, în Armenia Mică, într-o familie evlavioasă de viță nobilă. Potrivit tradiției creștine, părinții săi, Pavel și Dionisia, se rugaseră pentru un fiu la biserica Sfântul Polieuct din Melitene. Când s-a născut copilul, i-au pus numele Eftimie, adică „voie bună”.
Eftimie a fost educat de episcopul Otreius de Melitene, care ulterior l-a hirotonit și l-a pus în fruntea tuturor mănăstirilor din Eparhia Melitenei. În 405/406, la aproximativ treizeci de ani, a pornit întaină într-un pelerinaj la Ierusalim și a rămas ceva timp într-o peșteră din apropierea unei așezări de călugări la o lavră numită Faran, la aproximativ șase mile est de Ierusalim, la Ein Fara în Wadi Kelt.
În 411, Eftimie s-a retras în pustie cu un împreună nevoitor pustnic, Teoctist. Când mulți ucenici s-au adunat în jurul lor, au transformat peștera într-o biserică și au construit o mănăstire care a fost pusă în grija lui Teoctist. Eftimie, în ciuda faptului că și-a păstrat stilul de viață solitar, a continuat să-i îndrume pe ceilalți. I se atribuie înființarea mănăstirii Bani Na'im în anul 422.
Chiril din Skythopolis descrie modul în care o vindecare miraculoasă efectuată de Eftimie pentru Terevon, fiul șefului sarazin numit de Chiril „Aspevetus” (probabil titlul persan al omului, „ spahbed ”), l-a condus pe acesta din urmă împreună cu tot tribul său la adoptarea creștinismului, Aspevetus fiind botezat cu numele Petru. Maris, unchiul lui Terevon, a finanțat construirea unei mănăstiri, tribul se stabilește în jurul ei într-o tabără, iar Eftimie a intervenit la patriarhul Ierusalimului, Juvenalie, pentru a-l hirotoni pe Petru. Eftimie este considerat a fi întemeietorul mănăstirii, cunoscută sub numele de Mănăstirea Paremvolelor. Se pare că Aspevetus/Petru a devenit într-adevăr preot în jurul anului 427, rămânând totodată un filarh, adică un șef de trib aliat Imperiului. El a primit chiar și rangul de episcop cu titlul de „Episcop de Paremvol”, adică „al câmpurilor”, având în vedere natura nomadă a turmei sale,  calitate în care a participat la Sinodul de la Efes din 431.
Când vestea despre minunea săvârșită de Eftimie asupra lui Terevon, l-a făcut faimos în toată Palestina, iar mulțimi mari au venit să-l viziteze în singurătatea lui, s-a retras împreună cu ucenicul său Dometian în pustia Ruba, lângă Marea Moartă, trăind ceva vreme pe un munte îndepărtat numit Marda de către bizantini - adică faimosul Masada din epoca romană. Când mulțimile l-au urmat și în acest loc, el a hotărât să se întoarcă în mănăstirea lui Teoctist, unde și-a stabilit locuința într-o peșteră. În fiecare duminică venea la mănăstire pentru a lua parte la sfintele slujbe. În cele din urmă, pentru că numeroși discipoli l-au dorit ca îndrumător spiritual, el a întemeiat în 420, pe partea dreaptă a drumului de la Ierusalim la Ierihon, o lavră asemănătoare cu cea a lui Faran, Lavra lui Eftimie, cunoscută mai târziu sub numele de Khan al-Ahmar. Biserica aceastei lavre a fost sfințită în 428 de Juvenalie, primul patriarh al Ierusalimului. Eftimie s-a stabilit acolo pentru tot restul vieții.
În perioada când era stareț, a venit Sfântul Sava, care mai târziu a devenit și el un renumit stareț al călugărilor din Palestina, plecând abia după moartea lui Eftimie. 
Împărăteasa Eudoxia a fost convertită la ortodoxie prin eforturile sale.
Printr-un dar ceresc și-a cunoscut ziua adormirii și ce se va întâmpla locului său.
Biserica ortodoxă îl sărbătorește pe 20 ianuarie, ziua adormirii.